# Ніколас Леджервуд
Ніколас Леджервуд (англ. Nikolas Ledgerwood, нар. 16 січня 1985, Летбридж) — канадський футболіст, півзахисник. По завершенні ігрової кар'єри — тренер. З 2022 року входить до тренерського штабу клубу «Кавалрі».
Виступав також за клуби «Мюнхен 1860», «Франкфурт» та «Енергі», а також збірну Канади.

## Клубна кар'єра
Народився 16 січня 1985 року в місті Летбридж. Леджервуд розпочав професійну кар'єру в 2002 році канадському клубі «Калгарі Сторм», який на той час виступав в USL A-League.
1 липня 2003 року уклав контракт на два роки (з опцією продовження ще на два) з клубом німецької Другої Бундесліги «Мюнхен 1860», але до початку 2006 року виступав за фарм-клуб у Регіональній лізі «Південь». Дебютував за першу команду у Другій Бундеслізі 20 січня 2006 року у грі проти «Рот-Вайсса» (Ален), зігравши весь матч (0:0). Так і не закріпившись у команді, 1 січня 2007 року він був відданий в оренду у клуб «Вакер» (Бургхаузен), який також грав у Другій Бундеслізі. 30 червня 2007 року Леджервуд повернувся до «Мюнхена», де провів ще два роки, але основним гравцем не став.

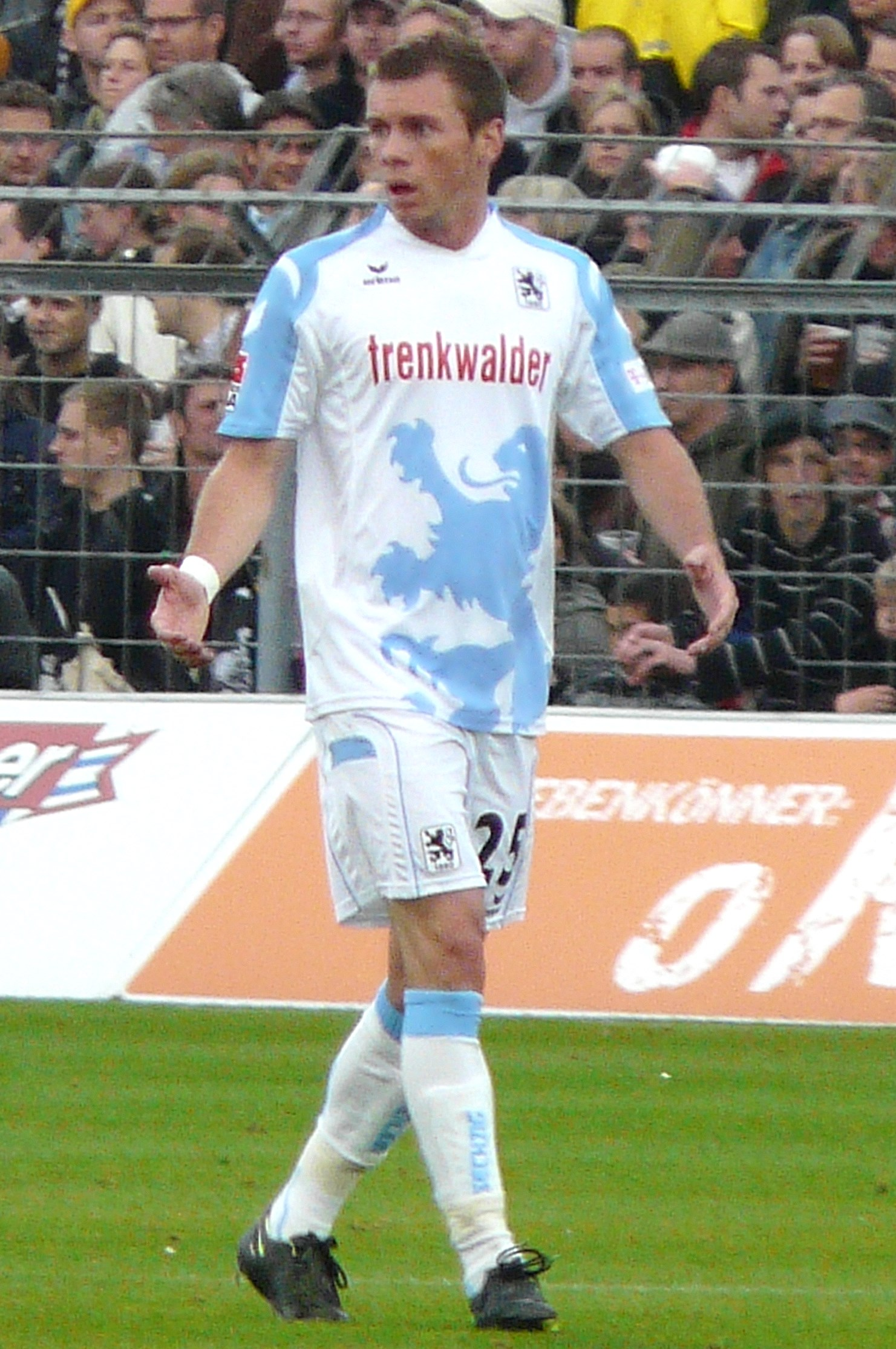
Ніколас Леджервуд у 2008 році під час виступів за «Мюнхен 1860».

У сезоні 2009/10 виступав за «Франкфурт», після чого 12 липня 2010 року підписав дворічний контракт із клубом німецької Третьої ліги «Веен». Після закінчення сезону 2011/12, відмовившись продовжувати контракт на кілька покращених умов, залишив «Веен».
У липні 2012 року Леджервуд підписав контракт із клубом шведського Супереттана «Гаммарбю», головним тренером якого був його колишній одноклубник з «Мюнхена 1860» американець Грегг Берголтер. У другому дивізіоні Швеції Леджервуд провів півтора року, після чого у січні 2014 року повернувся до німецької Третьої ліги, підписавши піврічний контракт із клубом «Дуйсбург».
У червні 2014 року перейшов по вільному трансферу до ще одного клубу Третьої ліги — «Енергі», уклавши контракт до червня 2016 року. 31 грудня 2015 року контракт Леджервуда з «Енергі» був розірваний за взаємною згодою сторін.
12 січня 2016 року Леджервуд повернувся до Канади, де став гравцем клубу «Едмонтон» з Північноамериканської футбольної ліги.
Після того як після сезону 2017 року Північноамериканська футбольна ліга була розпущена і Леджервуд перейшов у команду «Калгарі Футгіллз», з якою у 2018 році став переможцем USL Premier Development League.
29 листопада 2018 року став гравцем клубу «Кавалрі» перед дебютним сезоном Канадської прем'єр-ліги. Там Леджервуд провів із командою три сезони, відігравши за команду з Калгарі 47 матчів в національному чемпіонаті, і 31 січня 2022 року оголосив про завершення футбольної кар'єри.

## Виступи за збірні
2000 року дебютував у складі юнацької збірної Канади (U-17). З цією командою у 2001 році Леджервуд був учасником юнацького чемпіонату КОНКАКАФ (U-17). Загалом на юнацькому рівні взяв участь у 10 іграх, відзначившись одним забитим голом.
З 2002 року залучався до складу молодіжної збірної Канади, з якою брав участь у молодіжному чемпіонаті світу 2003 року, зігравши на турнірі в одному матчі. За два роки зіграв і на наступному молодіжному чемпіонаті світу 2005 року, де провів усі три матчі. Загалом на молодіжному рівні зіграв у 24 офіційних матчах.
22 серпня 2007 року дебютував в офіційних матчах у складі національної збірної Канади у товариській грі проти збірної Ісландії.
У складі збірної був учасником розіграшів Золотого кубка КОНКАКАФ 2007, 2011, 2013 та 2015 років.
Свій останній матч за збірну Канади він зіграв 22 березня 2017 року у товариській грі проти Шотландії (1:1). З 2007 по 2017 рік Ніколас Леджервуд провів за збірну Канади 50 матчів і забив один гол — 6 вересня 2016 року у матчі кваліфікації до чемпіонату світу 2018 року проти збірної Сальвадору..

## Кар'єра тренера
Розпочав тренерську кар'єру невдовзі по завершенні кар'єри гравця, 16 лютого 2022 року, увійшовши до тренерського штабу клубу «Кавалрі» як асистент головного тренера Томмі Вілдона-молодшого та менеджер зі зв'язків з громадськістю.